# Salts al Campionat del Món de natació de 2017 – 1 metre trampolí masculí
La competició de 1 metre trampolí masculí al Campionat del món de 2017 es va celebrar els dies 14 i 16 de juliol de 2017.

## Resultats
La ronda preliminar es va iniciar el 14 de juliol a les 11:00. La final es va celebrar el 16 de juliol a les 15:30.
Verd denota finalistes
| Posició | Saltador           | Nacionalitat         | Preliminar | Preliminar | Final       | Final       |
| Posició | Saltador           | Nacionalitat         | Punts      | Posició    | Punts       | Posició     |
| ------- | ------------------ | -------------------- | ---------- | ---------- | ----------- | ----------- |
| 1       | Peng Jianfeng      | Xina                 | 435.15     | 1          | 448.40      | 1           |
| 2       | He Chao            | Xina                 | 431.35     | 2          | 447.20      | 2           |
| 3       | Giovanni Tocci     | Itàlia               | 410.60     | 3          | 444.25      | 3           |
| 4       | Patrick Hausding   | Alemanya             | 403.80     | 4          | 439.25      | 4           |
| 5       | Michael Hixon      | Estats Units         | 384.80     | 5          | 439.15      | 5           |
| 6       | Oleh Kolodiy       | Ucraïna              | 374.80     | 6          | 419.05      | 6           |
| 7       | Steele Johnson     | Estats Units         | 360.15     | 12         | 392.50      | 7           |
| 8       | Jahir Ocampo       | Mèxic                | 361.05     | 11         | 379.00      | 8           |
| 9       | James Heatly       | Regne Unit           | 364.00     | 9          | 374.50      | 9           |
| 10      | Ross Haslam        | Regne Unit           | 367.60     | 8          | 357.90      | 10          |
| 11      | Ilia Molchanov     | Rússia               | 373.70     | 7          | 351.90      | 11          |
| 12      | Kim Yeong-nam      | Corea del Sud        | 361.15     | 10         | 347.10      | 12          |
| 13      | Nikita Shleikher   | Rússia               | 360.05     | 13         | No avançava | No avançava |
| 13      | Woo Ha-ram         | Corea del Sud        | 360.05     | 13         | No avançava | No avançava |
| 15      | Matthieu Rosset    | França               | 358.80     | 15         | No avançava | No avançava |
| 16      | Illya Kvasha       | Ucraïna              | 349.20     | 16         | No avançava | No avançava |
| 17      | Constantin Blaha   | Àustria              | 348.20     | 17         | No avançava | No avançava |
| 18      | Guillaume Dutoit   | Suïssa               | 346.80     | 18         | No avançava | No avançava |
| 19      | Tommaso Rinaldi    | Itàlia               | 340.15     | 19         | No avançava | No avançava |
| 20      | Daniel Restrepo    | Colòmbia             | 339.50     | 20         | No avançava | No avançava |
| 21      | Andrzej Rzeszutek  | Polònia              | 336.60     | 21         | No avançava | No avançava |
| 22      | Nicolás García     | Espanya              | 336.15     | 22         | No avançava | No avançava |
| 23      | Alberto Arevalo    | Espanya              | 333.05     | 23         | No avançava | No avançava |
| 24      | Kevin Chávez       | Austràlia            | 330.10     | 24         | No avançava | No avançava |
| 25      | Ooi Tze Liang      | Malàisia             | 325.70     | 25         | No avançava | No avançava |
| 26      | James Connor       | Austràlia            | 323.40     | 26         | No avançava | No avançava |
| 27      | Adán Zúñiga        | Mèxic                | 322.80     | 27         | No avançava | No avançava |
| 28      | Jonathan Suckow    | Suïssa               | 317.30     | 28         | No avançava | No avançava |
| 29      | Mohab Mohymen      | Egipte               | 317.05     | 29         | No avançava | No avançava |
| 30      | Ahmad Azman        | Malàisia             | 313.00     | 30         | No avançava | No avançava |
| 31      | Lee Mark Han Ming  | Singapur             | 312.30     | 31         | No avançava | No avançava |
| 32      | Yona Knight-Wisdom | Jamaica              | 310.25     | 32         | No avançava | No avançava |
| 33      | Ian Matos          | Brasil               | 303.30     | 33         | No avançava | No avançava |
| 34      | Alejandro Arias    | Colòmbia             | 302.50     | 34         | No avançava | No avançava |
| 35      | Lou Massenberg     | Alemanya             | 300.85     | 35         | No avançava | No avançava |
| 36      | Juho Junttila      | Finlàndia            | 296.15     | 36         | No avançava | No avançava |
| 37      | Timothy Lee        | Singapur             | 289.50     | 37         | No avançava | No avançava |
| 38      | Juraj Melša        | Croàcia              | 289.30     | 38         | No avançava | No avançava |
| 39      | Frandiel Gómez     | República Dominicana | 287.35     | 39         | No avançava | No avançava |
| 40      | Rafael Quintero    | Puerto Rico          | 285.90     | 40         | No avançava | No avançava |
| 41      | Liam Stone         | Nova Zelanda         | 282.65     | 41         | No avançava | No avançava |
| 42      | Carlos Escalona    | Cuba                 | 282.20     | 42         | No avançava | No avançava |
| 43      | Diego Carquin      | Xile                 | 265.95     | 43         | No avançava | No avançava |
| 44      | Botond Bóta        | Hongria              | 265.45     | 44         | No avançava | No avançava |
| 45      | Ammar Hassan       | Egipte               | 260.65     | 45         | No avançava | No avançava |
| 46      | Donato Neglia      | Xile                 | 256.80     | 46         | No avançava | No avançava |
| 47      | Jouni Kallunki     | Finlàndia            | 245.10     | 47         | No avançava | No avançava |
| 48      | Joey van Etten     | Països Baixos        | 243.95     | 48         | No avançava | No avançava |
| 49      | Abel Ligart        | Hongria              | 238.30     | 49         | No avançava | No avançava |
| 50      | Arturo Valdes      | Cuba                 | 211.40     | 50         | No avançava | No avançava |
| 51      | Mikita Tkachou     | Belarús              | 206.40     | 51         | No avançava | No avançava |